# 文艺路街道 (西安市)
文艺路街道，是中华人民共和国陕西省西安市碑林區下辖的一个乡镇级行政单位。

## 行政区划
文艺路街道下辖以下地区：
文艺北路一社区、文艺北路二社区、文艺南路社区、环南路社区、雁塔路中段社区、雁塔路北段社区、测绘路社区、友谊社区、建科大社区、友谊东路社区和林雁社区。